# Bartesate
Bartesate (Bartesaa in dialetto brianzolo) è una frazione del comune italiano di Galbiate posta a sud del centro abitato, verso Villa Vergano. Costituì un comune autonomo fino al 1927.

## Storia
Bartesate fu un antico comune del Milanese.
Nel 1751 fu registrato come un villaggio di 120 abitanti, e nel 1786 entrò per un quinquennio a far parte della Provincia di Como, per poi cambiare continuamente i riferimenti amministrativi nel 1791, nel 1797 e nel 1798.
Portato definitivamente sotto Como nel 1801, alla proclamazione del Regno d'Italia nel 1805 risultava avere 202 abitanti. Nel 1809 il municipio fu soppresso su risultanza di un regio decreto di Napoleone che lo annesse per la prima volta a Galbiate, ma il Comune di Bartesate fu tuttavia ripristinato con il ritorno degli austriaci. Nel 1853 risultò essere popolato da 259 anime, salite a 277 nel 1871. Nel 1921 si registrarono 309 residenti. Fu il regime fascista a decidere nel 1927 di sopprimere definitivamente il comune, unendolo nuovamente a Galbiate seguendo il precedente modello napoleonico.
Oggi bartesate conta all'incirca 550 abitanti